# Plesiomorfia
En biología sistemática y, en particular, en cladística, una plesiomorfia o plesiomorfía (del griego antiguo, πλησίος [plēsíos] «parecido» y μορφή [morphḗ] «forma») es el estado ancestral o primitivo de un carácter. El concepto se opone al de apomorfía, que es el estado derivado de dicho carácter.
Por ejemplo, el quiridio es la condición ancestral de las extremidades de los primitivos tetrápodos y es por tanto una plesiomorfía. A partir de dicha condición primitiva, surgieron diversos estados apomórficos, como las extremidades con un solo dedo de los caballos, las aletas de los cetáceos o la atrofia de las patas en las serpientes.

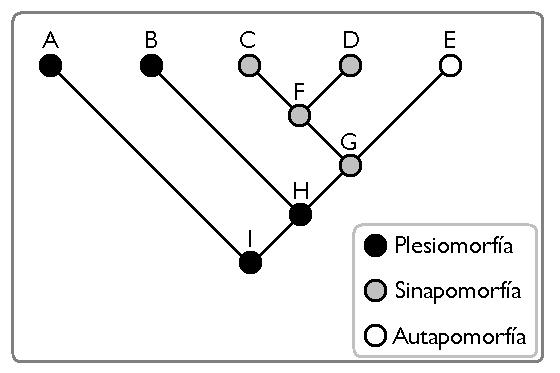
El cladograma representa un carácter plesiomórfico (ancestral) ilustrado como un círculo negro, que en este caso es a su vez simplesiomórfico, debido a que aparece en al menos 2 grupos: A y B. El carácter ilustrado como un círculo gris es una apomorfía porque es derivado del ancestro, y a su vez sinapomorfía porque es compartido por al menos 2 grupos: C y D. El carácter círculo blanco, es una apomorfía y más concretamente una autapomorfía al estar representado únicamente por un grupo: el E. Para evitar confusiones, conviene aclarar que A, B, C, D y E son taxones existentes y F, G, H e I son antepasados comunes.

Las plesiomorfías no deben utilizarse para definir grupos monofiléticos (clados). El hecho de compartir uno o más caracteres plesiomórficos no justifica la creación de taxones. Así, durante décadas, los animales diblásticos (cnidarios y ctenóforos) se agruparon en el filo Celentéreos por el hecho de poseer solo dos hojas embrionarias, ectodermo y endodermo; pero se considera que esta es la condición ancestral de los primitivos eumetazoos y, no existiendo ningún carácter apomórfico que reúna a cnidarios y ctenóforos, es inadecuado formar un taxón con ambos grupos sobre esa base. La aparición de una tercera hoja embrionaria (el mesodermo) es una apomorfía (novedad evolutiva) y por tanto sí se justifica agrupar a todos los animales triblásticos (con mesodermo, además de ectodermo y endodermo).